# Пилотная серия (Флэш)
Пилотная серия (англ. Pilot) — первый эпизод первого сезона телесериала «Флэш». Премьера состоялась 7 октября 2014 года на канале The CW. Сценарий к эпизоду написали создатели сериала Эндрю Крайсберг и Джефф Джонс, на основе рассказа, написанного Грегом Берланти, Крайсбергом и Джонсом, режиссёрское кресло занял Дэвид Наттер. Сериал является спин-оффом другого проекта The CW — телесериала «Стрела» — и некоторые персонажи уже ранее появлялись в эпизодах второго сезона «Стрелы». Сюжет вращается вокруг Барри Аллена, обычного судмедэксперта, работающего на Полицейское управление Централ-сити. В ночь запуска местного ускорителя частиц, во время сильной грозы, возник сбой и в результате произошёл взрыв, после которого в Барри попала молния, заряженная тёмной энергией от ускорителя. Очнувшись спустя девять месяцев, молодой судмедэксперт открыл в себе возможности бегать, думать и говорить на высоких скоростях. Вскоре Барри становится борцом с преступностью и ему помогает оставшийся персонал С. Т.А. Р. Лабс (лаборатории, где находился ускоритель), в том числе и профессор Харрисон Уэллс (Том Кавана).
Проект был официально запущен в производство после положительных отзывах об образе Барри Аллена, представленном в нескольких сериях «Стрелы». Кроме того, создатели, первоначально планировавшие встроенный пилот, были в восторге от увиденного и поэтому, получив больший бюджет, они решили снять полноценный пилотный выпуск, получив возможность детальнее проработать мир Барри Аллена. Костюмер Стрелы, Колин Этвуд, была приглашена в проект, чтобы создать дизайн для костюма Флэша. Съёмочная группа хотела убедиться, что их Барри будет напоминать свой прототип из комиксов, а не его бледную тень. Канал заказал «Пилотную серию» 29 января 2014 года, а 8 мая 2014 года был заказан полный сезон, состоящий из 13 эпизодов.
Пилот впервые был показан в июле 2014 года на международном комик-коне в Сан-Диего (вместе с пилотным выпуском «Готэма» и сценами из «Константина»). Первую трансляцию по ТВ увидело 4,83 миллиона зрителей, что сделало его вторым самым популярным шоу за всё время существования канала The CW (первым стал пилот «Дневников вампира» в 2009 году). Сериал был положительно оценён критиками, особенно отметившими более лёгкую по сравнению со «Стрелой» атмосферу, актёрскую игру Гастина, экшн-сцены, дизайн костюмов и хорошо подобранный актёрский состав второго плана.

## Сюжет

### Флэшбеки
За четырнадцать лет до основных событий сериала Барри — обычный маленький мальчик, которому постоянно приходится убегать от школьных хулиганов после того, как он заступается за тех, кто слабее. Его родители, Нора (Мишель Харрисон) и Генри Аллен (Джон Уэсли Шипп), строго отговаривают его от драк, но в то же время гордятся своим сыном и его добрым сердцем. Однажды ночью Барри просыпается от шума и видит как во всех окружающих сосудах жидкость начинает левитировать, а, спустившись на первый этаж их дома, мальчик обнаруживает свою мать на коленях, а вокруг неё мечутся красные и жёлтые молнии. Маленький Барри замечает в одной из них человека в жёлтом костюме, кричит и тут же оказывается за несколько кварталов от дома. Вернувшись назад он с ужасом понимает, что мать его мертва, а его отца обвиняют в её убийстве. Одним из офицеров, арестовавших Генри Аллена, оказывается Джо Уэст (Джесси Л. Мартин).

### Настоящее
Судмедэксперт Барри Аллен (Грант Гастин) прибывает на место преступления (ограбление банка) с очередным опозданием и получает выговор от капитана Синга (Патрик Сабонги). Тем не менее он быстро определяет, что подозреваемые — братья Мардоны — ездят на автомобиле Shelby Mustang и прячутся на одной из ферм. К Барри в лабораторию приходит Айрис Уэст (Кэндис Паттон), которая обсуждает с ним запуск ускорителя частиц С. Т.А. Р. Лабс, и уговаривает пойти с ней. Тем временем отец Айрис, Джо Уэст, и его напарник, детектив Чайр, направляются искать Мардонов. На презентации ускорителя на Айрис нападает грабитель и утаскивает её ноутбук с журналистской диссертацией. Барри бежит за ним, но не может вернуть ноутбук в одиночку, ему помогает новый детектив — Эдди Тоун (Рик Коснетт), который известен тем, что ведёт подсчёт своих арестов. Барри возвращается в лабораторию и обнаруживает лужу на полу, так как началась гроза и в помещение попала дождевая вода. В этот момент начинаются проблемы с ускорителем. На ферме Уэст и Чайр натыкаются на Мардонов, завязывается перестрелка и Чайр погибает. Преступники пытаются спастись на самолёте, но взрыв ускорителя сбивает его. В тот же самый момент в Барри, который пытается закрыть окно на крыше, попадает молния. Его откидывает на полку с жидкими химикатами (которые незадолго до этого начали левитировать) и он впадает в кому.
Спустя 9 месяцев Барри очнулся в С. Т.А. Р. Лабс, и встречает единственный оставшийся персонал — молодого инженера Циско Рамона (Карлос Вальдес) и биохимика Кейтлин Сноу (Даниэль Панабейкер). Он узнаёт о взрыве, о своей коме, а также о том, что его кумир, доктор Харрисон Уэллс, стал инвалидом-колясочником. Сбежав на встречу с Айрис, Барри постепенно начинает замечать странности — мир вокруг него в некоторые моменты будто замедляется. Тем временем неизвестный грабит банк, при этом демонстрируя способность создавать погодные явления прямо в помещении.
Барри Аллен начинает понимать, что может разгоняться до невероятных скоростей. Испытывая свои возможности на полигоне он разгоняется и начинает вспоминать тот вечер, когда погибла его мать. Отвлёкшись, он врезается в заграждение и ломает руку, перелом заживает за пару часов. Он объясняет остальным, что случилось тогда и уходит. На улице он замечает как Айрис целуется с Эдди Тоуном. Они разговаривают, но в это время из-за поворота вылетает машина с тем, кто ограбил банк. Барри спасает Айрис, бежит за машиной и узнаёт в грабителе одного из братьев Мардонов — Клайда (Чад Рук). Также он выясняет, что Мардон управляет погодой. Как выяснилось после взрыва ускорителя частиц некоторые люди начали открывать в себе необычные способности, становясь мета-людьми. Из-за того, что это скрыли от него, Барри ссорится с новыми друзьями из С. Т.А. Р. Лабс и направляется в Старлинг-сити, чтобы посоветоваться со Стрелой (Стивен Амелл). Герой, выслушав всю историю, даёт молодому человеку такой же совет, который тот дал самому Стреле — «носи маску». Барри возвращается, мирится с новыми друзьями, и получает красный костюм — прототип экипировки пожарного, созданный Циско, чтобы вернуть репутацию С. Т.А. Р. Лабс. Они засекают атмосферное возмущение на одной из ферм.
Джо Уэст и Эдди Тоун прибывают на ту самую ферму, на которой Мардоны прятались в прошлый раз. Там они встречают Клайда, который из-за своих способностей считает себя богом. В потасовке Мардон создаёт гигантский торнадо, который намерен направить на город. В этот момент прибывает Барри в костюме. Он пытается избавиться от торнадо, перекрутив его — начав бежать в противоположном вращению направлении, компенсируя давление ветра. Это ему удаётся только со второго раза, а преступника убивает Джо Уэст. Джо узнаёт тайну Барри и просит не раскрывать её Айрис.
После всех событий Барри Аллен навещает своего отца в тюрьме, говорит, что ни за что не сменит имя, так как гордится, что он его сын. Циско добавляет к супергеройскому костюму дополнительный элемент — эмблему на груди (золотую молнию на фоне красного круга). Барри выходит на улицы и начинает помогать людям.

### Сцена после титров
Харрисон Уэллс заходит в потайную комнату. Выясняется, что он может ходить, а в комнате стоит терминал, на котором имеется голограмма газеты (датированной 25 апреля 2024 годом). Статья на первой полосе сообщает об исчезновении Флэша во время «кризиса», а на фотографии изображён Барри в костюме с эмблемой на груди — золотая молния на фоне белого круга.

## Производство
30 июля 2013 года было объявлено, что создатели сериала «Стрела» Грег Берланти и Эндрю Крайсберг, режиссёр пилотного эпизода «Стрелы» Дэвид Наттер и сценарист из DC Comics Джефф Джонс разработают для канала The CW новый сериал о Флэше, который должен детально рассказать историю Барри Аллена. После этого объявления Крайсберг подтвердил, что Барри Аллен первоначально появится в трех эпизодах — сценаристами всех этих эпизодов станут Берланти, Крайсберг и Джонс — второго сезона «Стрелы», при этом последний, третий, эпизод с его появлением будет служить встроенным пилотным эпизодом нового сериала.
Барри, в конечном итоге. появился в двух эпизодах «Стрелы». Руководители канала The CW были очень впечатлены рейтингами обоих эпизодов, Это позволило творческой группе разрабатывать историю Барри Аллена и его мир, независимо от размера бюджета. Традиционный пилотный эпизод был заказан 29 января 2014 года, его сценарий написали Берланти, Крайсберг и Джонс, а режиссёром стал Наттер.
8 мая 2014 года канал заказал стандартный сезон из 13 эпизодов, в сентябре, после подтверждения от руководителей канала, добавилось ещё три эпизода, а заказ на ещё 7 дополнительных эпизодов был подтвержден ещё через месяц, в результате чего полный первый сезон стал состоять из 23 эпизодов.

### Разработка костюма
Костюм Флэша был разработан Колин Этвуд, которая также работала над костюмом Стрелы. Разработка включает основную цветовую гамму «бургундский красный», шлем с маской и золотистый оттенок некоторых деталей костюма и прошла несколько корректировок прежде, чем её занесли в компьютер для съемки пилотного эпизода. Сделанный прежде всего из кожи, костюм содержит вставки из свободно растягивающихся материалов, чтобы Гастин мог спокойно нагибаться и двигаться. По словам Этвуд «всё дело было в костюме, который мог бы обеспечить скорость. Грант [Гастин] в костюме всё время двигался, поэтому нужно было обеспечить функциональность и визуальный стиль костюма».

### Кастинг
Первым, кого утвердили помимо Гранта Гастина, стал Джесси Л. Мартин — он присоединился к основному актёрскому составу 21 января 2014 года как Джо Уэст, приёмный отец Барри и детектив полиции Централ-сити. Спустя 3 дня стало известно, что роли Эдди Тоуна и Кейтлин Сноу достались Рику Коснетту и Даниэль Панабэйкер соответственно. 4 февраля 2014 года на роль Циско Рамона был утверждён Карлос Вальдес. Также было объявлено, что он и Панабэйкер первоначально появятся в своих ролях в одном из эпизодов телесериала «Стрела». В тот же самый день актриса Кэндис Паттон присоединилась к основному актёрскому составу в роли Айрис Уэст, любовного интереса Барри, а ещё 6 дней спустя раскрылось, что роль доктора Харрисона Уэллса, которого описали как «рок-звезду мира физики, ум и финансовое положение С. Т.А. Р. Лабс в Централ-сити» досталась Тому Каване. На следующий день после этого стало известно, что Джон Уэсли Шипп, сыгравший Барри Аллена в телесериале 1990 г., появится в шоу в качестве неназванного повторяющегося персонажа. В мае 2014 года выяснилось, что он исполнит роль Генри Аллена, отца Барри. Грег Берланти раскрыл, что актёра пригласили на эту роль, потому что «учитывая его историю с Флэшем, Эндрю [Крайсберг], Джефф [Джонс] и я видели в этой роли только одного человека, и это был Джон Уэсли Шипп. Он делает фантастическую и эмоциональную работу в пилоте, и мы с нетерпением ждём его появления во многих эпизодах».

### Музыка
Блэйк Нили, композитор телесериала «Стрела», вернулся на пост композитора во время съемок спин-оффа. 18 декабря 2014 года лейбл WaterTower Music выпустила подборку музыкальных треков из кроссоверов Стрелы/Флэша, а также, в качестве бонусов, добавила в эту подборку два трека из финала полусезона «Флэша».

## Отзывы

### Рейтинги
Первый эпизод увидели 4,8 миллиона телезрителей, и он имел рейтинг 1,9 в возрастном диапазоне от 18 до 49, что делало его самой популярной премьерой канала The CW со дня выхода пилотной серии «Дневников вампира» в 2009 году. Согласно рейтингу Live + 7 day пилотный эпизод посмотрели в общей сложности 6.8 миллионов зрителей, в результате чего телесериал стал самой популярной премьерой канала The CW и премьерой с самым высоким рейтингом среди мужчин 18-34 лет (2.5 рейтинга). Кроме того, по последним подсчетам, включая просмотры из различных источников и исключив повторные пересмотры пользователями Интернета, за две недели после премьеры пилотный эпизод увидело порядка 13 миллионов человек.

### Критика
Помимо высоких рейтингов «Пилотная серия» добилась признания критиков. Джесси Шедин из IGN поставил эпизоду «великолепные» 8,4 из 10 и отметил, что «первый спин-офф телесериала „Стрела“ от The CW уже первой серией показал, что достоен существования как отдельное шоу. Предшествующие появления во втором сезоне „Стрелы“ действительно помогают сериалу встать с правой ноги и построить новую историю Барри Аллена. Гастин быстро добился признания, актёры второго плана также на высоте. Надеемся, что мы дождёмся более сложных злодеев, а также сериальной мифологии, которая не разочарует нас так, как мифология „Стрелы“».
Скотт Вон Довиак, пишущий для A. V. Club, дал «Пилотной серии» оценку B+, написав следующее: «Вселенная DС может уступать Marvel на большом экране, но телевидение — это совсем другое дело. Этой осенью прайм-тайм, с впервые показанными „Флэшем“, „Готэмом“ и „Константином“, а также с премьерой третьего сезона „Стрелы“, превратился в настоящий магазин комиксов (Аквамен, видимо, всё ещё ждёт звонка своего агента). Это имеет огромное значение, поскольку последовательность серий позволяет телевидению использовать опыт комиксов, в отличие от кинофраншиз, с их перерывом в годы между премьерами; тем не менее не все сериалы созданы равными. В то время как „Готэм“ пытается найти свою собственную последовательность событий, „Флэш“ уже зарекомендовал себя как идеальный вариант для просмотра на маленьком экране».
Энди Бехбакт, критик из TV Overmind, положительно отозвался о пилоте: «В целом, с моей точки зрения, пилотный эпизод „Флэша“ стал лучшей премьерой драматического сериала на данный момент, так как он вводит иную крутую мифологию и вселенную (связанную со „Стрелой“) с богатым набором персонажей, которых играют замечательные актёры. Дэвид Наттер (король пилотов) переродился в настоящую легенду, так как его режиссура была бесподобна. А с такими сценаристами/шоураннерами как Эндрю Крайсберг, Грег Берланти и Джефф Джонс первая глава истории о самом быстром человеке на Земле стала лучшим пилотным выпуском 2014 года».
Ченселлор Агард в своей рецензии на страницах EW написал, что «сериал выглядит многообещающе и будет интересно посмотреть, что из него получится. Однако в действительности шоу предстоит длинный путь, чтобы достичь статуса „Стрелы“. С одной стороны актёры второго плана нуждаются в более тщательной проработке, особенно Айрис. На данный же момент Айрис, Циско выглядят в большей степени не как персонажи, а как заготовки персонажей. Кроме того, нужно предоставить Джесси Л. Мартину больше экранного времени, чтобы его роль стала меньше похожей на то, что он показал в сериале „Закон и порядок“. С другой стороны он мог бы стать основой всего шоу. Самое лучшее в пилоте, так это то, что он охватывает значительную часть мифологии Флэша — да, я сейчас о вас, путешествия во времени». Его коллега Джефф Дженсен поставил эпизоду оценку B+, написав: «Сериал вселяет больше надежды, чем страха. Он копирует особенности большого экрана и демонстрирует качественный юмор, вроде указания на основную слабость Флэша: ускоренный обмен веществ. И чтобы наесться, он должен употребить 850 тако. 850! Как всё чудно определено! Больше внимания привлекают только отношения между Барри и его приёмным отцом и одновременно союзником в полиции, Джо Уэстом, которого Джесси Л. Мартин может сыграть и как умоляюще строгого и как глубоко сентиментального. Остальные же актёры второго плана хороши, и нужно постараться их раскрыть, хотя роман между дочерью Уэста (и тайной любовью Барри) и его напарником выглядит несколько лишним. С полным зарядом энергии и мелкими усовершенствованиями „Флэш“ просто обязан стать долгожителем».
Карисса Пэвлика из TV Fanatic поставила эпизоду пять звёзд из пяти (= «шедевр»), указав следующее: «Хах, всё в этом новом мире захватывает. Если „Стрела“ о человеке, который заново открывает свою человечность и становится героем, то „Флэш“ о чрезвычайно человечном молодом человеке, который открывает пути к героизму после странного несчастного случая. Оливер был прав, Флэш может вдохновлять людей. Сколько людей затронут эти изменения? Кто готов дождаться этого? Следующий эпизод, пожалуйста».
Отзыв Ноэля Киркпатрика, пишущего для TV.com, также был положительным: «С самым лёгким тоном и „облегчённым научно-фантастическим“ ощущением оправданием появления полномочий объявляется… тёмная материя! Антиматерия! Путешествия во времени! — „Флэш“ готов занять своё место в телевизионной сетке комиксов о супергероях. Эта телевизионная сеть этой осенью стала ещё более загромождённой с приходом новых сезонов „Стрелы“ и „Агентов Щ. И. Т.“, а также с новыми премьерами вроде „Готэма“ и „Константина“ (и это не считая „Я, зомби“, запланированного на межсезонье). „Стрела“ прекрасно разобралась со своей частью, „Агенты Щ. И. Т.“, видимо, решили добавить себе мрачности, „Готэм“ пока не может определиться, в каком направлении ему двигаться, а вот что приготовил нам „Флэш“ совершенно неважно, так как он обещает стать самым увлекательным шоу из всех, поэтому я жажду увидеть, что из этого получится».
Кейти Килкенни, критик из The Atlantic, написала, что «это долгожданное возвращение гражданского героя в DC. Отличие Флэша в том, что в эту эпоху эгоистичных мужчин в трико почему-то подавляющее большинство популярных героев (в том числе и Константина, о котором в ближайшее время выйдет сериал) чуть ли не по-злодейски возвеличивают себя в противовес нескольким, которые остаются героями даже когда не носят маску». Тим Гудман в свой рецензии на страницах The Hollywood Reporter написал следующее: «В конце концов, если вы не можете продемонстрировать силу Халка или стать Бэтменом, вы всегда можете сказать: „Я быстро бегаю“ — основание для шуток и дружеских отношений, а не страха и ужаса. В этом отношении Флэш становится интересным, поскольку может задать правильный настрой, что так заметно в пилоте».
Мэри Макнамара из Los Angeles Times написала, что «хотите верьте (а хотите нет), „Флэш“ — искромётное и супер-привлекательное дополнение к современным всё более и более мрачным войнам комиксов, в котором Наш Герой — умный и любимый, как до, так и после превращения, что ещё раз доказало, что гики унаследуют Землю».
Мэт Руш, пишущий для TV Guide, отметил, что «„Флэш“ от The CW — одно из самых весёлых, приятных и заразительно обильных шоу этой осени, желанный огонёк в тяжёлом и тоскливом мраке, которым тянет от других телекомиксов (в частности той же „Стрелы“ или „Готэма“ от Fox). Хотя имеются штормовые облака, удар молнии, в конце концов, помогает вечно опаздывающему Барри (в исполнении очаровательного Гранта Гастина) превратиться во Флэша, полного хорошего настроения, ну-и-ну героизма и оптимизма». Алан Сепинвол, критик из HitFix, поставил эпизоду B+ и признался, что «на данном этапе „Флэш“ мне нравится больше, чем уверенный, но вполне обычный пилотный эпизод „Стрелы“. Помогло то, что многие творческие личности извлекли из прошлого опыта ценный урок о том, что работает, а что не работает в сериале о супергероях. Однако более лёгкая и непринуждённая атмосфера — территория неизведанная, способная стать опасной на любой скорости. В течение первого часа „Флэш“ заставляет её выглядеть лёгкой».
В своей рецензии на страницах газеты USA Today Роберт Бьянко также отозвался о «Пилотной серии» положительно. Он написал, что «если шоу сможет сохранить качественность пилота, то некоторое время за него можно не беспокоиться. К счастью оно в хороших руках: продюсер Грег Берланти и режиссёр Дэвид Наттер проделали потрясающую работу при запуске „Стрелы“, привлёкшем многих поклонников комиксов, и теперь рассылают новые приглашения. Одно лишь это успокаивает всех насчёт судьбы „Флэша“». Брайан Лори из Variety написал следующее: «Не будет лишним сказать, что чем дальше шоу будет углубляться во взаимоотношения персонажей, тем больше у него будет шансов утонуть. Опыт подсказывает, что сериал о супергероях, который на первый взгляд выглядит как многообещающий, может сгореть в яркой вспышке».
Роб Шеффилд, пишущий для Rolling Stone, оставил положительный отзыв. «Это перезагрузка сериала о приключениях супергероя, созданная парнями, показавшими нам „Стрелу“, поэтому от свеженького спин-оффа ожидайте то же самое. (Это вряд ли могло сильно отличаться от другой премьеры The CW, слезливой „Девственницы Джей“). „Флэша“ невозможно будет перепутать с „Готэмом“ — вместо мрачной атмосферы он, подобно своему тёзке в исполнении Гранта Гастина, добавляющего налёт гиперактивности, пролетает на огромной скорости». Мэтью Гилберт, критик из The Boston Globe, поставил «Пилотной серии» оценку B+, отметив следующее: «Весь потенциал здесь находится в сопротивлении шоу безрадостным атмосферным возмущениям, которые отравляют кино- и телекомиксы. Посмотрим, смогут ли они составить конкуренцию и предложить нечто большее, чем битву добра и зла на фоне глобальной угрозы».
1. ↑  В оригинале игра слов: Flash как имя супергероя и название сериала и flash — английское слово, означающее „вспышка, блеск, миг“